# قائمة الجوائز والأوسمة التي تلقها مهاتير محمد

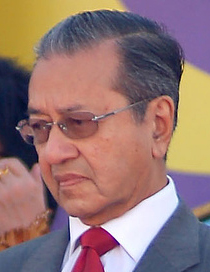
صورة لمهاتير محمد في عام 2007

هذه قائمة الجوائز والأوسمة التي تلقها مهاتير محمد رئيس وزراء ماليزيا الرابع والسابع.

## الأوسمة الماليزية
- ماليزيا :
  -  القائد الأكبر لوسام المدافع عن المملكة (SMN) – تون (2003)[1][2]
- الولاية الاتحادية:
  -  الفارس الأكبر لوسام Order of the Territorial Crown (SUMW) – داتوك سيري أوتاما (2008)[3][4][1]
- جوهر:
  -  القائد الفارس الأكبر لوسام Order of the Crown of Johor (SPMJ) – داتو (1979)[5]
  -  الدرجة الأولى من وسام Royal Family Order of Johor (DK I) (1989)[6]
- قدح:
  -  القائد الفارس الأكبر لوسام وسام الولاء للبيت الملكي في قدح  [لغات أخرى]‏ (SSDK) – داتو سيري (1977)[1]
  -  Kedah Supreme Order of Merit (DUK) (1988)[1]
  -  Royal Family Order of Kedah (DK) (2003)[1]
- كلنتن:
  -  عضو في Royal Family Order of Kelantan (DK) (2002،[7][1] ألغيت في عام 2018[8])
- ملقا:
  -  القائد الفارس الأكبر لوسام Premier and Exalted Order of Malacca (DUNM) – داتوك سيري أوتاما (1982)[1][9]
- نكري سمبيلن:
  -  القائد الفارس الأكبر لوسام Order of Loyalty to Negeri Sembilan (SPNS) – داتو سيري أوتاما (1981)[10]
- فهغ:
  -  الفارس الأكبر لوسام Order of Sultan Ahmad Shah of Pahang (SSAP) – داتو سيري (1977)[1]
- بينانق:
  -  القائد الفارس الأكبر لوسام Order of the Defender of State (DUPN) – داتو سيري أوتاما (1981)[11]
- فيرق:
  -  القائد الفارس الأكبر لوسام Order of Cura Si Manja Kini (SPCM) – داتو سيري (1981)[12]
- برليس:
  -  Perlis Family Order of the Gallant Prince Syed Putra Jamalullail (DK) (1995)[13][1]
- صباح:
  -  القائد الأكبر لوسام Order of Kinabalu (SPDK) – داتوك سيري بانغليما (1981)[14]
- سراوق:
  -  القائد الفارس الأكبر لوسام Order of the Star of Hornbill Sarawak (DP) – داتوك باتينغي (1980)[15]
  -  القائد الفارس الأكبر لوسام Most Exalted Order of the Star of Sarawak (SBS) – بيهين سيري (2003)[16][1]
- سلاغور:
  -  الفارس الأكبر لوسام Order of the Crown of Selangor (SPMS) – داتو سيري (1978،[17] أعادها في عام 2017[18])
  -  الدرجة الأولى من Royal Family Order of Selangor (DK I) (2003،[19][20] أعادها في عام 2017[18])
- ترغكانو:
  -  Order of Sultan Mahmud I of Terengganu (SSMT) – داتو سيري (1982)[21]

## الأوسمة الأجنبية
- البوسنة والهرسك:

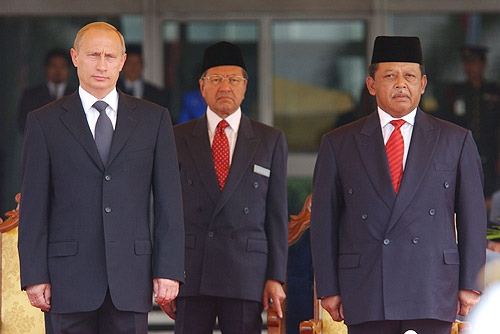
مهاتير مع الرئيس الروسي فلاديمير بوتين ويانغ دي بيرتوان أغونغ سيد سراج الدين في عام 2003. منح بوتين وسام الصداقة لمهاتير في اليوم الذي أخذت فيه الصورة.

  - Order of the Dragon of Bosnia (1996)[22][23]
- بروناي:
  -  الدرجة الأولى من نيشان العائلة لليلى عتما (DK (Laila Utama)) - داتو ليلي عتما (1997)[24]
- كوبا:
  -  نيشان خوسيه مارتي (1997)[25]
- جيبوتي:
  - رتبة قائد من Order of the Great Star of Djibouti (1998)[26][27]
- إندونيسيا:
  -  نجم جمهورية إندونيسيا (الدرجة الأولى) (1987)[28]
- اليابان:
  -  الطوق الكبير من وسام زهور الباولونيا (2018)[29]
- الكويت:
  -  قلادة مبارك الكبير (1997)[30]
- باكستان:
  -  نيشان باكستان (NPk) (2019)[31][32]
- بيرو:
  -  الصليب الأكبر لوسام الشمس (1995)[33]
- روسيا:
  -  وسام الصداقة الروسي (2003)[34][35]
- جنوب إفريقيا
  -  الصليب الأكبر لنيشان الرجاء الصالح (1997)[36][37]
- كوريا الجنوبية:
  -  ميدالية غوانغهوا الكبرى من نيشان الاستحقاق للخدمة الدبلوماسية (1983)[38]
- إسبانيا:
  -  الصليب الأكبر لوسام الاستحقاق المدني (24 مارس 1995)[39]
- تركيا:
  -  Order of the Republic (2019)[40]
- الأوروغواي
  -  ميدالية جمهورية الأوروغواي الشرقية  [لغات أخرى]‏ (1996)[41][42]
- فنزويلا:
  -  نيشان المحرر (1990)[43]

## الجوائز
- باكستان:
  - وسام القائد العظيم (1984)[32]
- فرنسا:
  - الميدالية الذهبية لمدينة تولوز (1994)[44]
- الهند:
  - جائزة جواهر لال نهرو للتفاهم الدولي (1996)[45][46][47]
- السعودية:
  - جائزة الملك فيصل العالمية لخدمة الإسلام (1997)[48]
- الولايات المتحدة:
  - مفتاح بيفرلي هيلز (1997)[49]
- الأمم المتحدة:
  - جائزة يو ثانت للسلام  [لغات أخرى]‏ (1999)[50]
- قطر:
  - جائزة منتدى الدوحة (2019)[51][52]

## الدرجات الفخرية
- ماليزيا:
  - الزمالة الفخرية من Academy of Sciences Malaysia (1996)[53]
  - درجة الدكتوراه الفخرية في الإدارة والهندية من University of Technology, Malaysia (2003)[54][55]
  - درجة الدكتوراه الفخرية في العمل الاجتماعي من الجامعة الإسلامية العالمية في ماليزيا (2004)[56]
  - درجة الدكتوراه الفخرية في الأفكار الإسلامية من جامعة ملايا (2004)[57]
  - درجة الدكتوراه الفخرية في القانون من الجامعة الوطنية الماليزية (2004)[58]
  - درجة الدكتوراه الفخرية في الحكومة والعلوم السياسية من MARA University of Technology (2004)[59]
  - درجة الدكتوراه الفخرية في الهندية جامعة ملتميديا ماليزيا (2004)[60]
  - درجة الدكتوراه الفخرية في علوم المعرفة من Universiti Malaysia Sarawak (2004)[61]
  - درجة الدكتوراه الفخرية في إدارة التكنولوجيا من Universiti Teknologi Tun Hussein Onn (2005)[62]
  - الدكتوراه الفخرية في تقانة الهندسة من University of Kuala Lumpur (2006)[63]
  - الدكتوراه الفخرية من الجامعة التقنية الماليزية (2009)[64]
  - الدكتوراه الفخرية من Universiti Malaysia Terengganu (2010)[65]
  - الدكتوراه الفخرية من Universiti Tenaga Nasional (2013)[66]
  - الدكتوراه الفخرية في السلام العالمي والمصالحة الوطنية من Perdana University (2018)[67]
  - دكتوراه إدارة الأعمال من Asia School of Business (2019)[68]
- الصين:
  - الدكتوراه الفخرية من جامعة تسينغ - هوا (2004)[69]
- اليابان:
  - الدكتوراه الفخرية من جامعة ميجي (2001)[70]
  - دكتور في القانون (فقه القضاء)s من جامعة كيئو (2004)[71]
  - الدكتوراه الفخرية من Ritsumeikan Asia Pacific University (2018)[72]
  - الدكتوراه الفخرية من جامعة تسوكوبا (2018)[73]
  - الدكتوراه الفخرية من الجامعة الدولية في اليابان  [لغات أخرى]‏ (2019)[74]
  - دكتوراه في الآداب الإنسانية  [لغات أخرى]‏ جامعة دوشيشا (2019)[75]
- منغوليا:
  - الدكتوراه الفخرية في العلوم الإنسانية من National University of Mongolia (1997)[76]
- إندونيسيا:
  - الدكتوراه الفخرية من جامعة بادجادجاران (2004)[77]
  - درجة الدكتوراه الفخرية في العلوم الإنسانية والدراسات الثقافية من جامعة سيبلاس ماريت (2012)[78]
  - درجة الدكتوراه الفخرية في السلام والدراسات الإسلامية من Muhammadiyah University of Yogyakarta (2016)[79]
- الفلبين:
  - الدكتوراه الفخرية من جامعة القديس طوماس (2012)[80]
- قطر:
  - الدكتوراه الفخرية من جامعة قطر (2019)[81]
- سنغافورة:
  - الدكتوراه الفخرية في القانون من جامعة سنغافورة الوطنية (2018)[82]
- تايلاند:
  - درجة الدكتوراه الفخرية في القيادة الاجتماعية والأعمال والسياسة من جامعة رانجسيت  [لغات أخرى]‏ (2018)[83]
- تركيا:
  - درجة الدكتوراه الفخرية في العلوم السياسية والإدارة العامة من جامعة يلدرم بيازيد (2019)[84]

## أخرى
- لقبه قدح مينتري بيسار سيد نهار شهابودون ببابا ماليزيا مدون (والد ماليزيا الحديثة) في أغسطس 1983 في حفل افتتاح مبنى تونكو.[85]
- منح مهاتير زمالة فخرية من معهد المديرين الماليزي في ديسمبر 1983. صرح تان سيو سين، رئيس المعهد في ذلك الوقت، أن المعهد منحه الزمالة اعترفًا بمساهمات مهاتير الجديرة بالتقدير ليس فقط لأنه رئيس وزراء للبلاد.[86]
- منحته منظمة الصحة العالمية (WHO) جائزة "لمساهماته الكبيرة في الرعاية الصحية الأولية في ماليزيا".[87]
- منح مهاتير الزمالة الفخرية من الكلية الدولية للجراحين (ICS) في 10 يناير 1996 في المؤتمر الحادي عشر لاتحاد آسيا والمحيط الهادئ للكلية المنعقد في كوالالمبور. قلده رئيس الكلية البروفيسور إيرل أوينز ورئيس المؤتمر المنسق الدكتور P. Boopalan وشاحًا.[88]
- صُنفته مجلة Business Times الأسبوعية الإقليمية رابع أقوى زعيم سياسي في آسيا في يونيو 1996.[89]
- صنفت Asiaweek مهاتير في المرتبة الثانية لأقوى 50 شخص في آسيا في مايو 1997.[90][91]
- مُنح مهاتير جائزة IFAWPCA-Atsumi الدولية المرموقة تقديرا لمساهمته في صناعة البناء في في 17 مارس 1998.[92][93]
- حصل مهاتير على جائزة الزمالة الفخرية من معهد تشارترد للتسويق في المملكة المتحدة تقديرا لمساهمته في تسويق ماليزيا في جميع أنحاء العالم في 20 أبريل 1998.[94][95]
- منح مهاتير جائزة تكنولوجيا المعلومات لمنظمة صناعة الحوسبة الآسيوية الأوقيانوسية لعام 1998 لمساهمته في تطوير تكنولوجيا المعلومات والصناعات المرتبطة بتقانة المعلومات في 26 نوفمبر 1998.[96]
- حصل مهاتير على جائزة الإنجاز مدى الحياة من بيت تمويل إسلامي أمريكي بالقرب من شيكاغو تقديرا لقيادته في 2 سبتمبر 2000.[97]
- حصل مهاتير على جائزة القيادة الدولية المتميزة من NASYO لمساهماته في قضية حركة عدم الانحياز في 21 سبتمبر 2000.[98]
- منحه منتدى أعمال الآسيان (ABF) "جائزة الآسيان للإنجاز الألفية" في مأدبة عشاء خاصة لمنتدى في سنغافورة في 10 سبتمبر 2001 لتحويله ماليزيا إلى دولة مثالية وديناميكية.[99][100]
- حصل مهاتير وزوجته سيتي حازمة محمد علي على جائزة "سفير السلام" لمساهمتهما في تعزيز السلام والوحدة في سبتمبر 2003.[101]
- وافق الاتحاد الدولي للدراجات (UCI) على منحه استحقاق الاتحاد الدولي وهو أعلى تكريم للمساهمات في الرياضة في أكتوبر 2003.[102]
- لقبه رئيس الوزراء عبد الله أحمد بدوي بيمودينان ماليزيا (مُحدث ماليزيا) في 21 ديسمبر 2003.[103]
- منح مهاتير زمالة فخرية متميزة من معهد المهندسين لمساهمته في الهندسة والأمة في 17 أبريل 2004.[104]
- حصل مهاتير على جائزة Fiabci لمساهماته في تحديث البلاد في 24 سبتمبر 2004.[105]
- حصل مهاتير محمد على لقب صانع الأخبار من ماليزياكيني في عامي 2005 و2006.[106][107] اختاره القراء الماليزيون صانع أخبار مرة أخرى في عام 2015.[108] كان مهاتير ثاني صانع للأخبار في قائمة ماليزياكيني في 2016 بعمر 91، وكان حاضرًا في العناوين الإخبارية بدءًا من حملة عزل رئيس الوزراء نجيب عبد الرزاق.[109] نال مهاتير لقب صانع الأخبار مرة أخرى في 2017.[110]
- حصل مهاتير على جائزة ماليزيا تاتلر للإنجاز مدى الحياة تقديرا لتفانيه في خدمة البلاد في 11 سبتمبر 2005.[111]
- مُنح مهاتير جائزة العقل العظيم من جمعية الاختراع والتصميم الماليزية تقديرا لقدراته القيادية في 20 مايو 2006.[112]
- كان مهاتير أول ماليزي يحصل على جائزة الأم تيريزا التذكارية الدولية للعدالة الاجتماعية في 19 نوفمبر 2006.[113]
- حصل مهاتير على جائزة الإنجاز مدى الحياة الافتتاحية في جائزة عمدة كوالالمبور للسياحة لعام 2011 في 21 يونيو 2011.[114]
- في نوفمبر 2011،
- منحته Pikom الرابطة الوطنية لتكنولوجيا المعلومات والاتصالات في ماليزيا جائزة الإنجاز مدى الحياة في مجال تكنولوجيا المعلومات والاتصالات في نوفمبر 2011، تثمينًا لإسهاماته الكبيرة في تطوير صناعة تكنولوجيا المعلومات والاتصالات بالبلاد. اعترفًأ بدوره الرئيسي في العديد من إنجازات هذه الصناعة في ماليزيا.[115]
- حصل مهاتير على جائزة رفيق الحريري التذكارية للأمم المتحدة لعام 2012 في حفل أقيم في مكتبة نيويورك العامة في نيويورك في 28 سبتمبر 2012. وهو ثاني متلق لها بعد رئيس الوزراء التركي (وقتها) رجب طيب أردوغان.[116][117]
- منتحه مهاتير جمعية طياري الموانئ الماليزية جائزة "Master Foreign Going" في 9 مايو 2013.[118]
- حصل مهاتير على جائزة داي سوك في التجمع الافتتاحي لمحارب فنون الدفاع عن النفس في نوفمبر 2014.[119]
- منحته مؤسسة سوكارنو التعليمية (YPS) على جائزة "نجمة سوكارنو" في 27 سبتمبر 2015 لمساهمته في الدفاع عن حقوق الإنسان.[120]
- اعترفت به موسوعة غينيس للأرقام القياسية أكبر رئيس وزراء حالي في العالم في عام 2018، عن عمر يناهز 92 عاما و141 يوما.[121]
- منحه معهد بناء الأمة في تايلاند (NBI) مهاتير جائزة الإنجاز مدى الحياة لبناء الأمة (القطاع العام) في 7 نوفمبر 2018.[122]
- منح اتحاد الآسيان للمنظمات الهندسية (AFEO) مهاتير جائزة الراعي الفخري المتميز في 13 نوفمبر 2018. أثنت المجموعة على "القيادة الحكيمة والعلمية" لمهاتير في حفل التقدير، مشيرة إلى العديد من المشاريع البنية التحتية الكبرى التي أُنجزت في ماليزيا في فترة رئاسته الأولى.[123]
- صنفته مجلة تايم مهاتير واحد من أكثر 100 شخصية مؤثرة في العالم في عام 2019.[124]
- منحته جمعية بتروناس سيك لرياضة السيارات في ماليزيا (MAM) جائزة الإنجاز مدى الحياة لعام 2018 في 12 فبراير 2019 بسبب مساهماته الكبيرة ودعمه المستمر لصناعة رياضة السيارات الماليزية.[125]
- حصل مهاتير على جائزة "القائد ذو الرؤية وباني الأمة" في المؤتمر والعشاء العشرين للرابطة الآسيوية لمنظمات الإدارة (AAMO) في 29 أبريل 2019.[126]
- صنفته مجلة فورتشن 47 أعظم زعيم في العالم في مايو 2019.[127][128]
- تسلم مهاتير جائزة Instafamous Inspiration من hurr.tv في 9 أغسطس 2019. حصل هذه الجائزة تكريمًا لقيادته المتميزة وجهوده الدؤوبة وإخلاصه وإسهاماته القيمة في خدمة الشعب الماليزي.[129]
- حصل مهاتير على جائزة القيادة الإسلامية النموذجية من الجالية المسلمة الكمبودية تقديرا لدور ماليزيا في مساعدة المسلمين في البلاد في 2 سبتمبر 2019.[130]
- كان مهاتير أول شخص يحصل على جائزة الاستدامة الخاصة لجامعة العلوم في ماليزيا (USM) في حفل الدعوة التذكارية للجامعة في 23 سبتمبر 2019 بالتزامن مع الذكرى السنوية الخمسين في بينانغ.[131][132]
- في 30 أبريل 2021 ،
- حصل مهاتير على جائزة الإنجاز مدى الحياة من مؤسسة سنان رين 2021 في حفل افتراضي في 30 أبريل 2021. تكرم هذه الجائزة الأفراد الاستثنائيين الذين أظهروا قيادة خادمة مثالية.[133][134]
- مُنح مهاتير جائزة مدى الحياة بموجب جوائز IBR العالمية للبحرية والفضاء 2023 في 26 مايو 2023.[135][136][137]
- حصل مهاتير على جائزة القائد الإسلامي العالمي في جائزة السياحة الإسلامية العالمية (ويتا) 2023 في 15 سبتمبر 2023.[138]